# هبة ربيع
هبة ربيع، (من مواليد 14 فبراير 1983) لاعبة كرة طائرة مصرية متقاعدة، كان مركزها ضارب وسط (ضارب خطف). وانضمت إلى تشكيل منتخب مصر لكرة الطائرة للسيدات في بطولة العالم للسيدات للكرة الطائرة التي أقيمت في ألمانيا عام 2002. وعلى مستوى الأندية، لعبت مع نادي الشمس قبل انتقالها لاحقاً إلى بالنادي الأهلي.

## الأندية التي لعبت لها
- نادي الشمس
- النادي الأهلي